# À armes égales (film, 1997)
Pour les articles homonymes, voir À armes égales.
Pour plus de détails, voir Fiche technique et Distribution.
À armes égales (G.I. Jane) est un film américano-britannique réalisé par Ridley Scott, sorti en 1997.
Avec dans les rôles principaux Demi Moore, Viggo Mortensen et Anne Bancroft, le film raconte l'histoire — fictive — de la première femme à suivre une formation aux opérations spéciales similaire aux commandos Navy SEALs de l’armée américaine.
À armes égales reçoit des critiques mitigées à sa sortie. L'interprétation de Demi Moore est notamment critiquée et lui vaut le Razzie Award de la pire actrice. Le film n'a pas fait recette, ne rapportant que 48 millions de dollars pour un budget de production de 50 millions. Il est parfois présenté comme un film féministe. Une scène marque toutefois les esprits : celle où Demi Moore se rase elle-même la tête.

## Synopsis
Le comité des forces armées du Sénat des États-Unis, mené par la sénatrice Lillian DeHaven, souhaite lancer un programme expérimental permettant l'ouverture de certains postes à des femmes au sein des forces spéciales de l’armée américaine. Theodore Hayes, secrétaire à la Marine, est farouchement opposé à cette idée et va tenter de la saborder. Parmi plusieurs candidates, la sénatrice DeHaven choisit la jeune lieutenant Jordan O'Neil, spécialiste de la topographie. Cette dernière sera donc la première femme à suivre l’entraînement — rude et sélectif — des commandos Navy SEALs dans la base navale de Catalano en Floride. Mais nombreux sont ceux qui souhaitent la voir échouer. Jordan ne demande cependant aucun passe-droit ni exceptions. Elle participe notamment au terrible SERE. Déterminée, elle ne veut pas jeter l'éponge.

## Fiche technique
Sauf indication contraire, les informations mentionnées dans cette section peuvent être confirmées par les bases de données cinématographiques IMDb et Allociné,  présentes dans la section « Liens externes ».
- Titre original et québécois : G.I. Jane[2]
- Titre français : À armes égales
- Réalisation : Ridley Scott
- Scénario : Danielle Alexandra et David Twohy, d'après une histoire de Danielle Alexandra
- Musique : Trevor Jones
- Direction artistique : William Hiney et Richard L. Johnson
- Décors : Arthur Max
- Costumes : Marilyn Vance
- Photographie : Hugh Johnson
- Son : Campbell Askew, Graham Daniel, Ray Merrin, Keith A. Wester
- Montage : Pietro Scalia
- Production : Roger Birnbaum, Demi Moore, Ridley Scott et Suzanne Todd (en)
  - Production déléguée : Danielle Alexandra, Julie Bergman Sender et Chris Zarpas
  - Production associée : Diane Minter Lewis, Tim McBride et Terry Needham
  - Coproduction : Nigel Wooll
- Sociétés de production :
  - États-Unis : Caravan Pictures, Moving Pictures et Trap-Two-Zero Productions Inc., en association avec Largo Entertainment et Scott Free Productions, présenté par Hollywood Pictures
  - Royaume-Uni : First Independent Films (en)
- Sociétés de distribution : Buena Vista Pictures Distribution (États-Unis) ; First Independent Films (Royaume-Uni) ; Gaumont Buena Vista International (France)
- Budget : 50 millions USD[3]
- Pays de production :  États-Unis,  Royaume-Uni[4]
- Langue originale : anglais
- Format : couleur (Technicolor) — 35 mm — 2,35:1 (Panavision) — son Dolby Digital
- Genre : action, drame, guerre
- Durée : 125 minutes
- Dates de sortie[5] :
  - États-Unis, Québec : 22 août 1997[2]
  - Royaume-Uni : 14 novembre 1997
  - Belgique : 25 février 1998[6]
  - France, Suisse romande : 4 mars 1998[7],[8]
- Classification[9] :
  - États-Unis : les enfants de moins de 17 ans doivent être accompagnés d'un adulte (R – Restricted)[N 1]
  - Royaume-Uni : interdit aux moins de 15 ans (15 - Suitable only for 15 years and over)
  - France : tous publics[10]
  - Belgique : tous publics (Alle Leeftijden)[6]
  - Québec : 13 ans et plus (violence) (13+ / 13 years and over)[2]

## Distribution
- Demi Moore (VF : Marie Vincent[11] ; VQ : Élise Bertrand[12]) : Lieutenante Jordan O'Neil
- Viggo Mortensen (VF : Edgar Givry[11] ; VQ : Pierre Auger[12]) : Maître principal John James « Jack » Urgayle
- Anne Bancroft (VF : Nadine Alari[11] ; VQ : Élizabeth Chouvalidzé[12]) : la sénatrice Lillian DeHaven
- Jason Beghe (VF : Philippe Vincent ; VQ : Daniel Picard[12]) : Royce
- Daniel von Bargen (VQ : Hubert Gagnon[12]) : Theodore Hayes
- John Michael Higgins (VQ : Mario Desmarais[12]) : le chef
- Kevin Gage (VF : Bernard Métraux[11] ; VQ : Ronald France[12]) : le sergent-instructeur Max Pyro
- David Warshofsky : le sergent-instructeur Johns
- David Vadim (VF : Tanguy Goasdoué ; VQ : Luis de Cespedes[12]) : Sergent Cortez
- Morris Chestnut (VF : Jean-Paul Pitolin ; VQ : François L'Écuyer[12]) : McCool
- Josh Hopkins (VQ : Jacques Lussier[12]) : F. Lee « Flea » Montgomery
- Jim Caviezel (VF : Thierry Ragueneau ; VQ : Gilbert Lachance[12]) : « Slov » Slovnik
- Boyd Kestner (en) (VF : Luc Bernard ; VQ : Manuel Tadros[12]) : « Wick » Wickwire
- Angel David (VF : Jean-Jacques Nervest[11]) : Newberry
- Stephen Ramsey : Stamm
- Gregg Bello : Miller
- Scott Wilson (VF : Michel Modo[11] et VQ : Vincent Davy[12]) : Capitaine Salem
- Lucinda Jenney (VF : Danièle Douet[13] ; VQ : Marie-Andrée Corneille[12]) : Lieutenante Blondell

## Production

### Attribution des rôles
En plus de la préparation subie avec les autres acteurs, Viggo Mortensen a suivi un entrainement supplémentaire sur la base navale de Coronado où il a croisé de nombreux vétérans SEAL. Sam Rockwell avait été engagé pour incarner un soldat. Après avoir participé à des répétitions, il doit cependant renoncer au film après être tombé malade. De son côté, Demi Moore accepte de raser entièrement ses cheveux dans une scène marquante du film

### Tournage
Le tournage a lieu en Californie (Lone Pine, sur le SS Lane Victory à Los Angeles), en Floride (Jacksonville, Middleburg, Camp Blanding - base d'entrainement de la garde nationale locale), à Beaufort (Caroline du Sud), Washington, Richmond (Virginie) en ainsi qu'en Angleterre (studios de Shepperton).
Ridley Scott réutilise ici des images sous-marines du film USS Alabama (1995) réalisé par son frère Tony Scott.

## Accueil

### Accueil critique
Sur Metacritic, le film obtient une note moyenne pondérée de 62 sur 100, sur la base de 21 critiques collectées ; le consensus du site indique : « Avis généralement favorables ». 
Sur le site agrégateur de critiques Rotten Tomatoes, le film obtient un score de 53 % d’avis favorables, sur la base de 38 critiques collectées et une note moyenne de 5,7⁄10 ; le consensus du site indique : « Demi Moore accomplit admirablement son devoir, mais le message bien intentionné de À armes égales est obscurci par un style ampoulé et un trop-plein de chauvinisme ».
Jacques Morice dans l'hebdomadaire Télérama fait également remarquer que « La soldate Demi Moore, plus GI Jane que Barbie, se démène dans la boue, l’eau et le sable pour prouver qu’elle "en a". Elle se rase même la boule à zéro. Et puis, face à de méchants Libyens, elle nous prouve que, avec ou sans, mieux vaut être américain(e). Accablant »,.
Le film, qui pourrait être considéré comme féministe ou « se présenter comme un film luttant pour les droits et la place des femmes dans l'armée, se contredit. Des scènes importantes et des décisions prises dans le film discréditent le message sur l'autonomisation des femmes. » Pour l'autrice de cette critique[Qui ?], « les points clés de l'intrigue du film et les choix stylistiques du réalisateur servent à discréditer les caractéristiques traditionnellement féminines et, par extension, les femmes guerrières. »  Par ailleurs, la suppression de tous les marqueurs féminins tels que la coupe de cheveux à ras, la disparition des règles, l'utilisation d'un langage sexuel masculin—  un article de l'International Feminist Journal of Politics relève la nécessité de « devenir mâle » pour être prise au sérieux en tant que combattant —  sont autant de stéréotypes qui valident l'idée que les femmes seraient « le sexe faible ».  Pour un auteur du British Journal of Politics and International Relations, le film, « un conte en apparence féministe  » ne trouve pas grâce auprès des féministes radicales en raison de sa misogynie, du rejet de toute féminité ou du lesbianisme, tandis que les féministes essentialistes ne peuvent y trouver leur compte non plus, les personnages féminins du film étant soit bâtis sur le même modèle masculin que l'héroïne, soit à peine esquissés.
Par ailleurs, le film reçoit trois nominations pour des prix parodiques. En 1997, Demi Moore remporte ainsi le Razzie Award de la pire actrice. Viggo Mortensen est quant à lui nommé au prix du faux accent le plus ennuyeux aux Stinkers Bad Movie Awards de 1997. Le film est également désigné comme pire film étranger aux Yoga Awards en Espagne en 1998.

### Box-office
À armes égales commence son exploitation en salles à la première place au cours de son week-end inaugural, projeté dans un total de 1 945 salles et rapportant une recette de 11 094 241 USD. Au cours de son deuxième week-end d'exploitation, il reste numéro un, rapportant 10,1 millions USD  supplémentaires. En fin de compte, le film est projeté dans 2 043 salles et rapporte une recette totale de 48 169 156 USD sur le marché intérieur américain, soit un peu en deçà de son budget de production de 50 millions USD.

## Nominations
- Motion Picture Sound Editors Awards 1998 : meilleur montage son dans un film étranger
- MTV Movie & TV Awards 1998 : meilleur combat pour Demi Moore et Viggo Mortensen

## Éditions en vidéo
- En France, le film À armes égales est sorti en DVD le 17 février 1999[30]. Par la suite, le film est ressorti en DVD le 8 janvier 2003[31] et en VOD le 1er janvier 2015[7].

- Au Québec, le film est sorti en DVD / Blu-ray le 28 janvier 1999[32].

## Analyse